# Limenitidinae

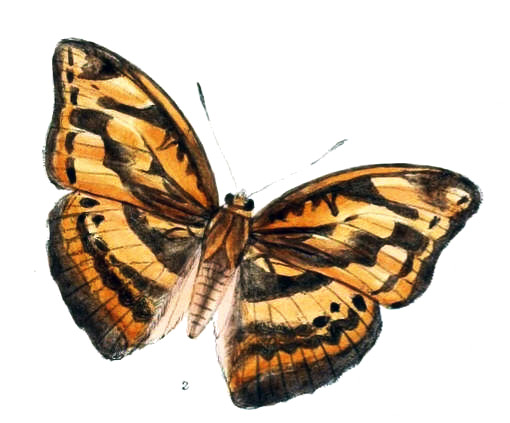
Abrota jumna

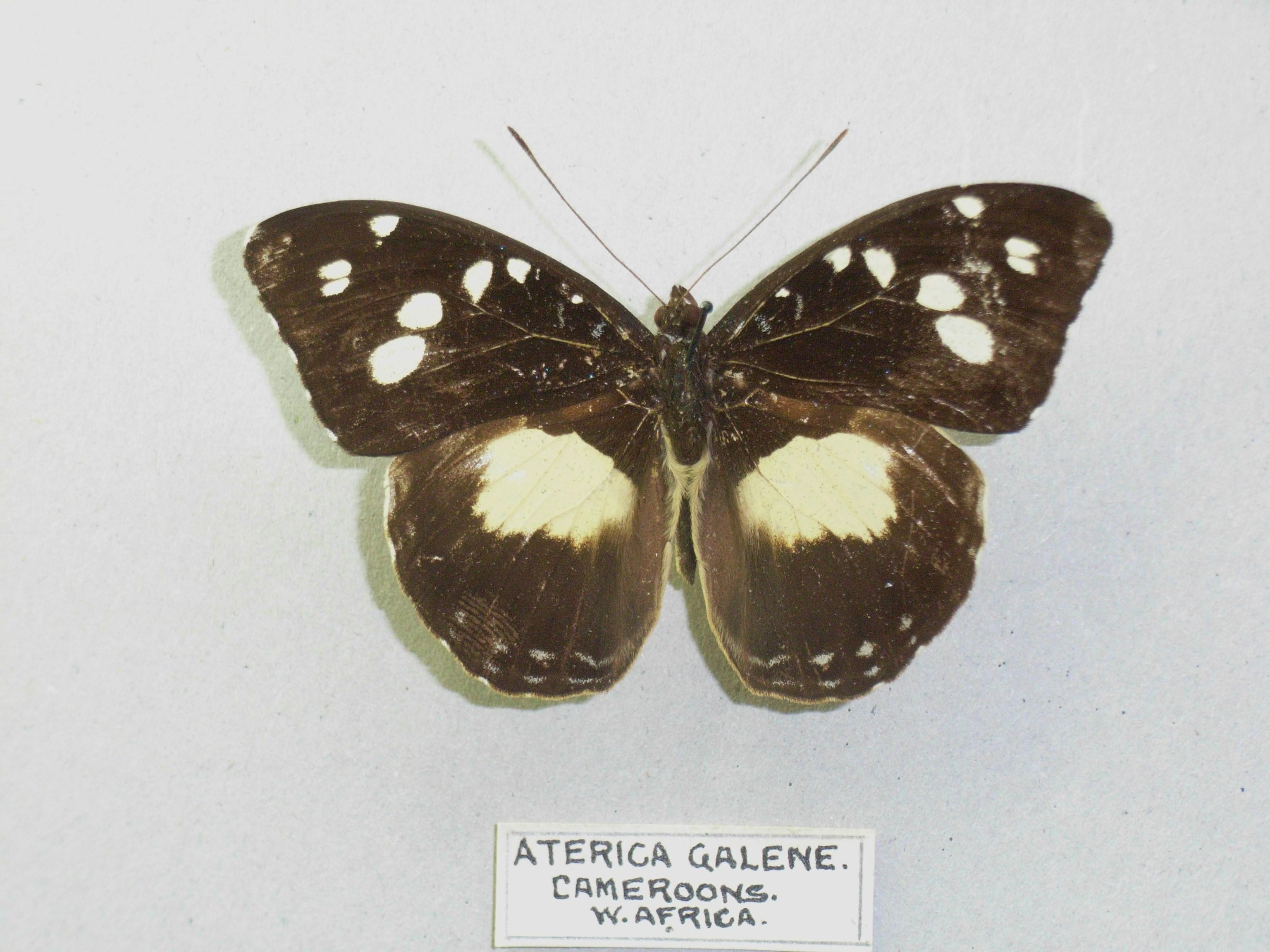
Aterica galene

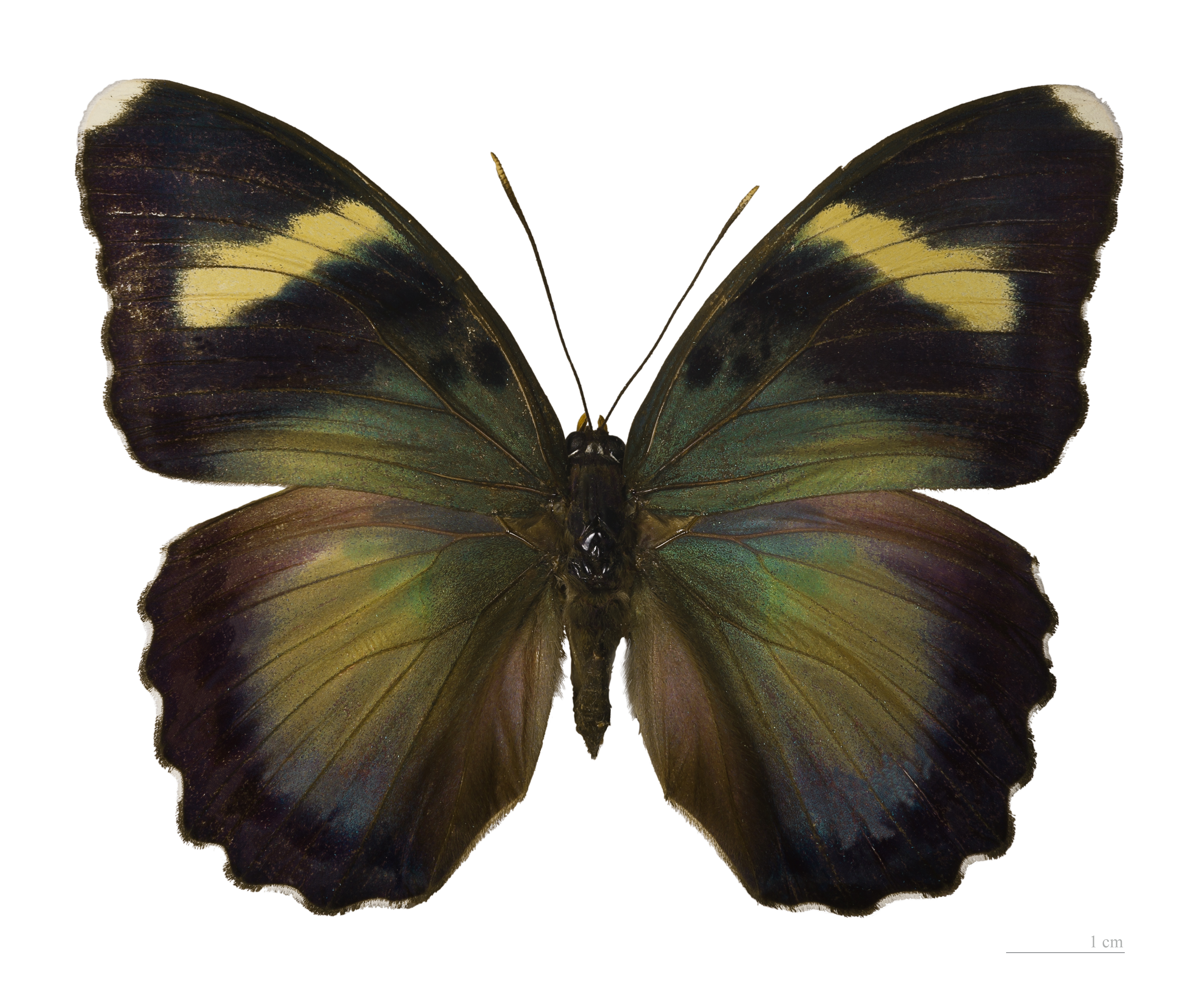
Euphaedra (Xypetana) xypete- Adoliadini

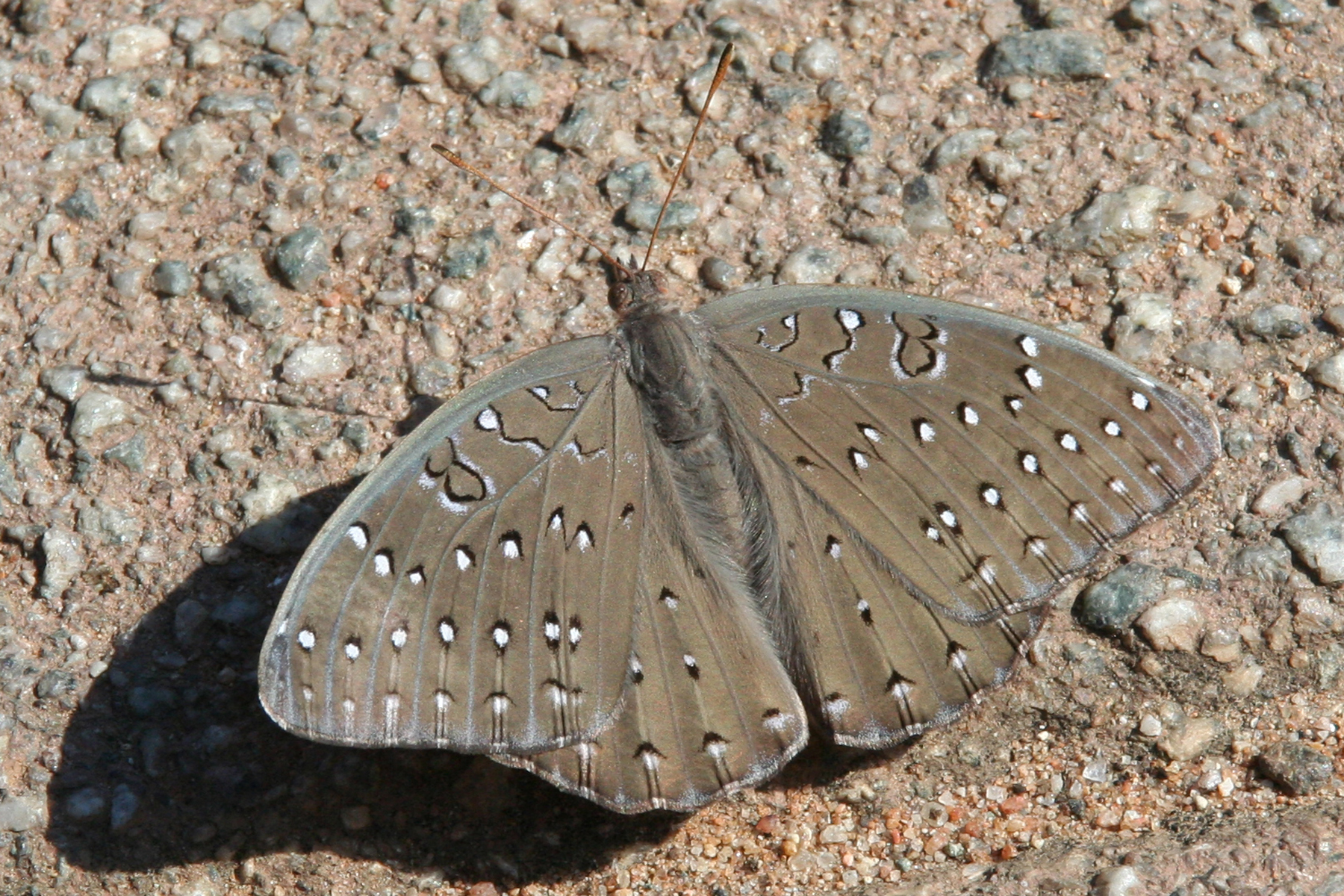
Hamanumida daedalus

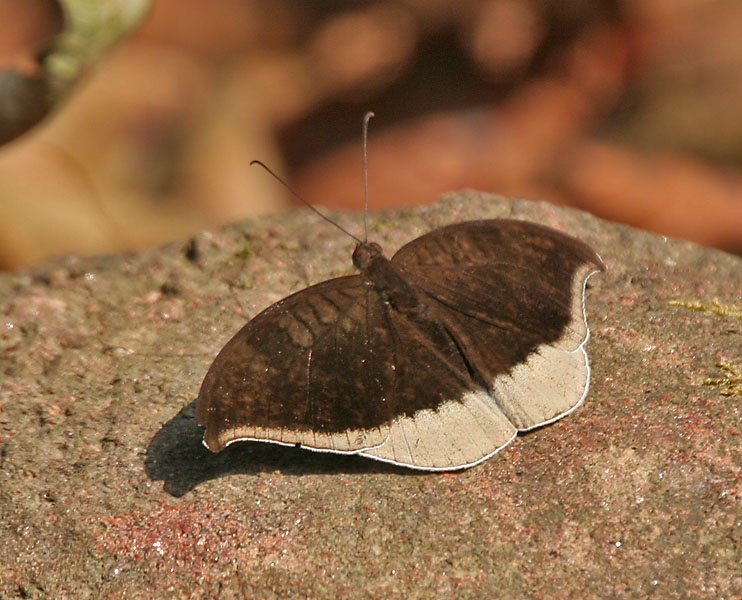
Tanaecia lepidea

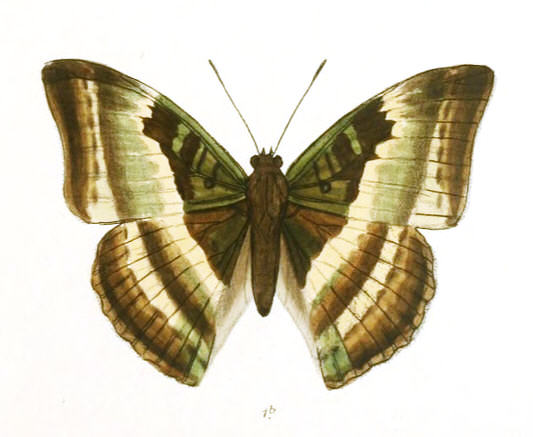
Auzakia danava

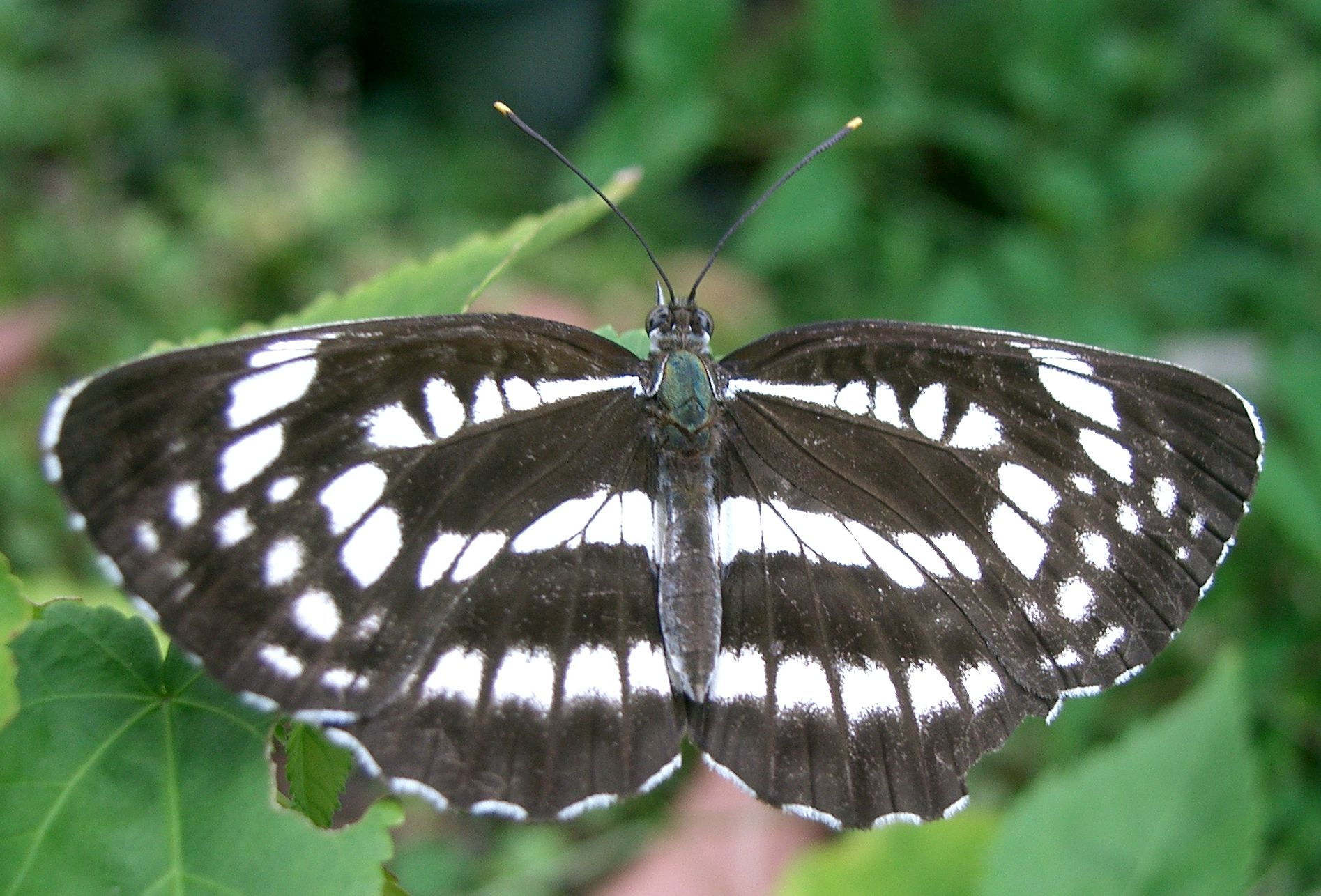
Neptis pryeri pryeri

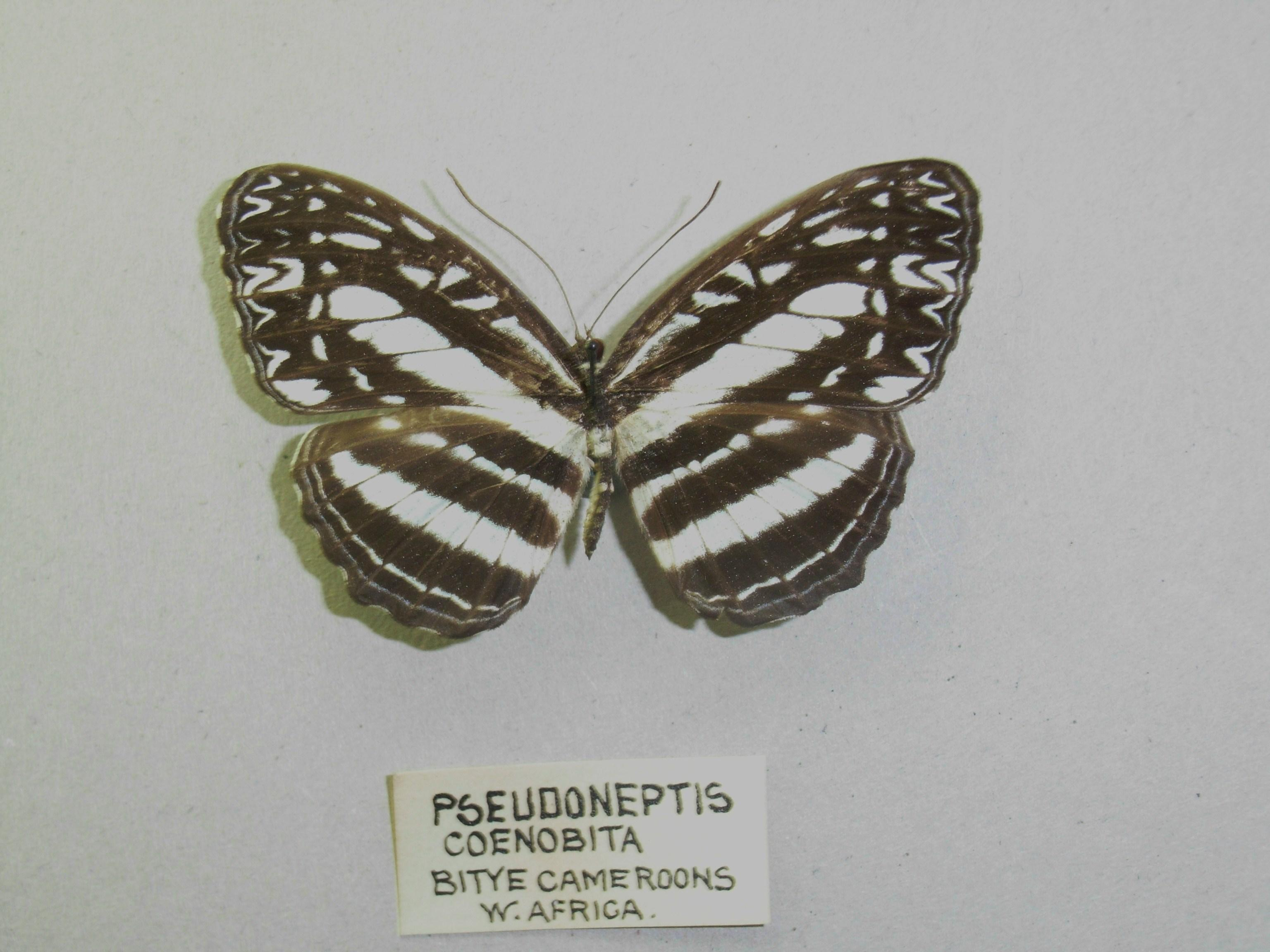
Pseuodoneptis coenobita

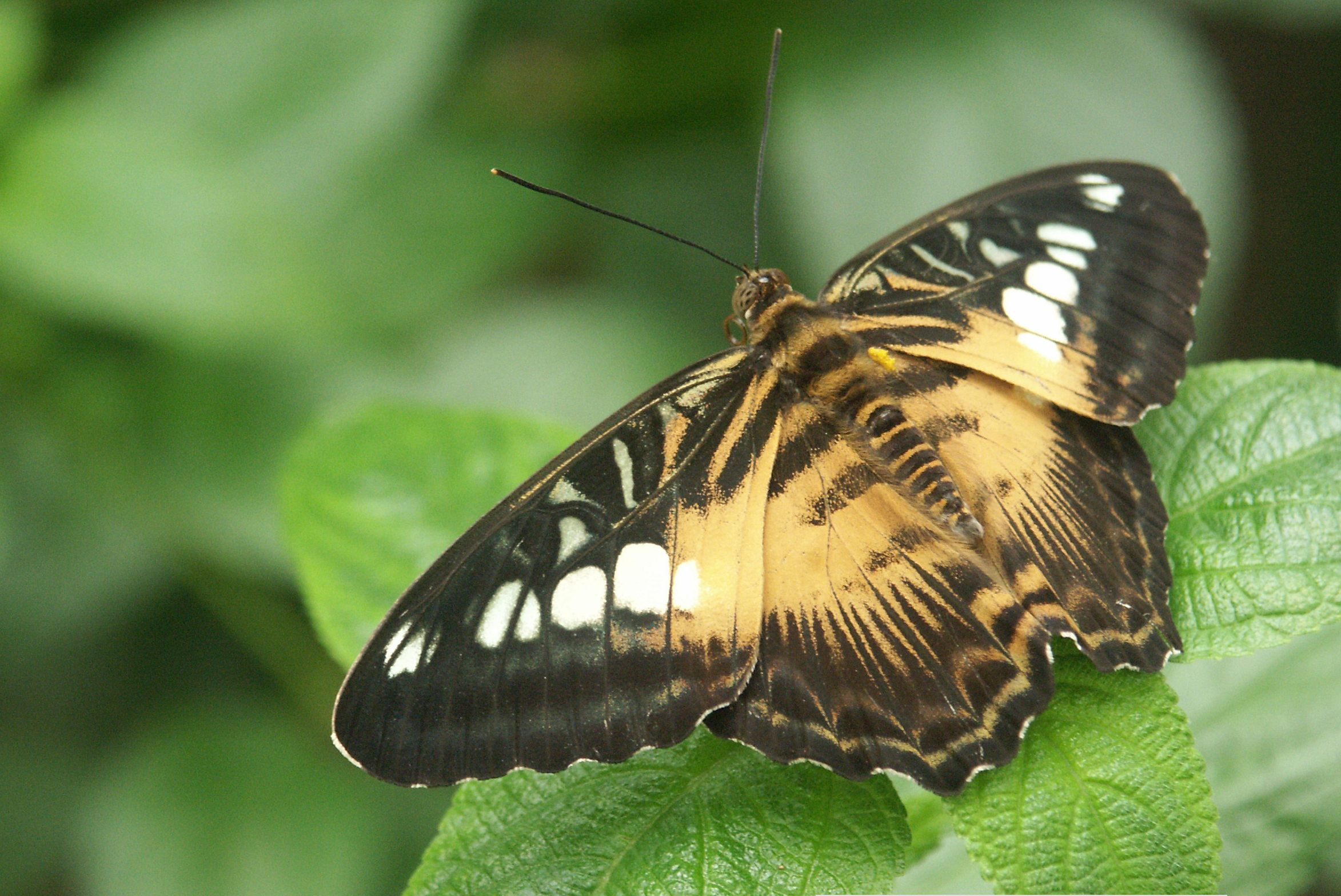
Parthenos sylvia philippensis

Limenitidinae es una subfamilia de Lepidoptera de la familia Nymphalidae (en la superfamilia Papilionoidea).

## Tribus
- Adoliadini (Doubleday, 1845)
- Limenitidini (Behr, 1864)
- Neptini (Newman, 1870)
- Parthenini (Reuter, 1896)

## Géneros y especies relacionadas

### Tribu Adoliadini
- Abrota (Moore, 1857)
  - Abrota ganga (Moore, 1857)
- Aterica (Boisduval, 1833)
- Bassarona (Moore, 1897)
  - Bassarona durga
  - Bassarona iva
  - Bassarona recta
  - Bassarona teuta
- Bebearia (Hemming, 1960)
- Catuna (Kirby, 1871)
- Cynandra (Schatz, 1887)
- Dophla (Moore, 1880)
  - Dophla evelina
- Euphaedra (Hübner, 1819)
- Euptera (Staudinger, 1891)
- Euriphene (Boisduval, 1847)
- Euryphaedra (Staudinger, 1891)
- Euryphura (Staudinger, 1891)
- Euthalia (Hübner, 1819)
- Euthaliopsis (Neervoort van de Poll, 1896)
- Hamanumida (Hübner, 1819)
- Harmilla (Aurivillius, 1892)
- Lexias (Boisduval, 1832)
- Neurosigma (Butler, 1868)
- Pseudargynnis (Karsch, 1892)
- Pseudathyma (Staudinger, 1891)
- Tanaecia (Butler, 1869)
  - Tanaecia cocytus
  - Tanaecia iapis (Godart, 1824)
  - Tanaecia julii (Lesson, 1837)
  - Tanaecia lepidea (Butler, 1868)
  - Tanaecia pelea

### Tribu Limenitidini
- Adelpha (Hübner, 1819)
  - Adelpha basiloides
  - Adelpha bredowii
  - Adelpha californica
  - Adelpha eulalia
  - Adelpha fessonia
- Athyma (Westwood, 1850)
- Auzakia (Moore, 1898)
  - Auzakia danava
- Cymothoe (Hübner, 1819)
- Harma (Doubleday, 1848)
- Kumothales Overlaet, 1940
- Lamasia Moore, [1898]
- Lebadea (animal) Felder, 1861
- Lelecella (Hemming, 1939)
- Limenitis (Fabricius, 1807)
- Litinga (Moore, 1898)
- Parasarpa (Moore, 1898)
  - Parasarpa dudu
  - Parasarpa zayla
- Patsuia (Moore, 1898)
- Pseudacraea (Westwood, 1850)
- Pseudoneptis (Snellen, 1882)
- Sumalia (Moore, 1898)
  - Sumalia daraxa
  - Sumalia zulema
- Tarattia (Moore, 1898)
- Moduza (Moore, 1881)
  - Moduza procris
- Pandita (Moore, 1857)

### Tribu Neptini
- Aldania (Moore, 1896)
- Lasippa (Moore, 1898)
- Neptis (Fabricius, 1807)
- Pantoporia (Hübner, 1819)
  - Pantoporia assamica
  - Pantoporia bieti
  - Pantoporia hordonia
  - Pantoporia karwara
  - Pantoporia paraka
  - Pantoporia sandaka
- Phaedyma (Felder, 1861)
  - Phaedyma shepherdi
- Seokia (Sibatani, 1943)

### Incertae sedis
- Cymothoe (Hübner, 1819)
  - Cymothoe caenis
  - Cymothoe hobarti
  - Cymothoe sangaris
- Harma (Doubleday, 1848)
- Kumothales (Overlaet, 1940)
- Lamasia (Moore, 1898)
- Lebadea Felder, 1861
  - Lebadea martha
- Pseudacraea (Westwood, 1850)
- Pseudoneptis (Snellen, 1882)
- Seokia (Sibatani, 1943)

### Tribu Parthenini
- Bhagadatta (Moore, 1898)
- Parthenos (Hübner, 1819)
- Lebadea (Felder, 1861)[2]